# يفغيني ليفشتز
يفغيني ميخائيلوفيتش ليفشتز (بالروسية:Евге́ний Миха́йлович Ли́фшиц) عالم فيزيائي سوفيتي وشقيق الفيزيائي إيليا ميخائيلوفيتش ليفشتز.
يعد ليفشتز معروف جيدا في مجال النسبية العامة للتأليف المشترك لـ مفردة بيلينسكي-خالاتنيكوف-ليفشتز فيما يتعلق بطبيعة التفرد المنعطف العام. اعتبارا من عام 2006 م، يعتبر هذا على نطاق واسع واحدة من أهم المشاكل المفتوحة في موضوع الجاذبية الكلاسيكية.
شارك ليفشتز مع ليف لانداو في تأليف «دورة في الفيزياء النظرية»، وهي سلسلة طموحة من الكتب المدرسية للفيزياء، والتي كان الهدف منها تقديم مقدمة على مستوى الدراسات العليا إلى مجال الفيزياء بأكمله. ولا تزال تعتبر هذه الكتب لا تقدر بثمن ويستمر استخدامها على نطاق واسع.
كان ليفشتز هو الثاني من بين 43 شخصًا ممن اجتازوا امتحان لانداو «الحد الأدنى النظري». وقد قدم العديد من المساهمات القيمة، لا سيما في مجال الديناميكا الكهربائية الكمية، حيث حسبت تأثير كازمير في تكوين مجهري تعسفي للمعادن والعوازل، كما أن مصطلح «نقطة متعددة الحرج» قد سميت فيما بعد بنقطة ليفشتز، حيث حمل هذا الاسم منذ عام 1975 م.

## فهرس
- Belinskii، V. A.؛ Khalatnikov، I. M.؛ Lifshttz، E. M. (1970). "Oscillatory approach to a singular point in the relativistic cosmology". Advances in Physics. ج. 19 ع. 80: 525. Bibcode:1970AdPhy..19..525B. DOI:10.1080/00018737000101171. The paper introducing the تفرد بي كي إل.
- Landau, L. D.؛ Lifschitz, E. M. (1976). Mechanics. Course of Theoretical Physics (ط. 3rd). London: Pergamon. ج. Vol. 1. ISBN:0-08-021022-8. {{استشهاد بكتاب}}: |المجلد= يحوي نصًّا زائدًا (مساعدة)
- Landau, L. D.؛ Lifschitz, E. M. (1971). Classical Theory of Fields. Course of Theoretical Physics (ط. 3rd). London: Pergamon. ج. Vol. 2. ISBN:0-08-016019-0. {{استشهاد بكتاب}}: |المجلد= يحوي نصًّا زائدًا (مساعدة)
- Landau, L. D.؛ Lifschitz, E. M.; (1977). Quantum Mechanics: Non-relativistic Theory. Course of Theoretical Physics (ط. 3rd). London: Pergamon. ج. Vol. 3. ISBN:0-08-020940-8. {{استشهاد بكتاب}}: |المجلد= يحوي نصًّا زائدًا (مساعدة)صيانة الاستشهاد: أسماء متعددة: قائمة المؤلفين (link) صيانة الاستشهاد: علامات ترقيم زائدة (link)
- Berestetskii, V. B.؛ Lifschitz, E. M.؛ Pitaevskii, L. P. (1982). Quantum Electrodynamics. Course of Theoretical Physics (ط. 2nd). London: Pergamon. ج. Vol. 4. ISBN:0-08-026503-0. {{استشهاد بكتاب}}: |المجلد= يحوي نصًّا زائدًا (مساعدة)
- Lifschitz, E. M.؛ Pitaevskii, L. P. (1981). Physical Kinetics. Course of Theoretical Physics (ط. 1st). Oxford: Pergamon. ج. Vol. 10. ISBN:0-08-026480-8. {{استشهاد بكتاب}}: |المجلد= يحوي نصًّا زائدًا (مساعدة)

## روابط خارجية
- يفغيني ليفشتز على موقع الموسوعة البريطانية (الإنجليزية)